# ATP Bologna Outdoor 1985
L'ATP Bologna Outdoor 1985 è stato un torneo di tennis giocato sulla terra rossa. È stata la 1ª edizione dell'ATP Bologna Outdoor, che fa parte del Nabisco Grand Prix 1985. Si è giocato a Bologna in Italia, dal 10 al 16 giugno 1985.

## Campioni

### Singolare
Thierry Tulasne ha battuto in finale  Claudio Panatta con il punteggio di 6–2, 6–0

### Doppio
Paolo Canè /  Simone Colombo hanno battuto in finale  Jordi Arrese /  Alberto Tous con il punteggio di 7–5, 6–4